# Nantilly
Nantilly és un municipi francès, està situat al departament de l'Alt Saona i de la regió de Borgonya - Franc Comtat.